# Vicentín
Vicente Martínez Bas, más conocido como Vicentín (n. Alicante, 5 de junio de 1969) es un exjugador y entrenador de fútbol sala español, que fue capitán de la Selección española en los años 1990.
Durante los años 1990, estuvo considerado como uno de los jugadores más destacados del fútbol sala mundial, siendo premiado en 1996 como mejor jugador europeo. Desarrolló la mayor parte de su carrera profesional en las filas de Playas de Castellón FS y ElPozo Murcia, y se retiró como jugador en 2008. En su etapa como internacional español, disputó 69 encuentros y anotó 57 goles. Actualmente, entrena al equipo masculino de fútbol sala de la Universidad de Alicante.

## Trayectoria
Nacido en Alicante, comenzó a jugar al fútbol en las categorías inferiores del Hércules Club de Fútbol, e incluso estuvo a punto de formar parte del primer equipo. Sin embargo, una lesión de tobillo truncó su carrera, y abandonó la entidad para pasar al fútbol sala. Su primer equipo fue el Alicante FS, y al poco tiempo fue contratado por el Almazora de División de Honor, más tarde conocido como Playas de Castellón FS. En 1988 debutó con la Selección española en un partido amistoso, y meses después acudió a su primer torneo internacional, el Mundial de la AMF celebrado en Australia ese mismo año.
Vicentín se convirtió en uno de los jugadores más destacados del plantel castellonense, y fue pretendido por clubes con un presupuesto superior. En la temporada 1991/92 fichó por ElPozo Murcia, después de rechazar una oferta del Interviú Boomerang para estar cerca de su familia. El futbolista formó parte de un equipo en el que también jugaron internacionales como Paulo Roberto, Pato y Ricardo. En la temporada 1995/96 regresó al Playas de Castellón, con el que quedó finalista en la Copa de España.
En 1996, destacó por su papel con la Selección española. En el Mundial de 1996 celebrado en España, fue uno de los puntales del combinado dirigido por Javier Lozano, que quedó subcampeón. Meses antes, España se  había proclamado campeón de Europa. En la final de ese campeonato ante Rusia, Vicentín anotó cuatro goles, y fue reconocido por la UEFA como mejor jugador europeo de fútbol sala.
Después de volver a ElPozo Murcia, Vicentín fichó por el Cefire Burela, del que se marchó en noviembre de 1999. Meses después recaló en el MRA Xota Navarra, y en enero de 2001 fue contratado por el GMI Cartagena, donde permaneció hasta el final de la temporada. A comienzos del curso 2001/02 fichó por el Maxon Montcada por una temporada, y cuando su contrato finalizó se retiró de la élite. En 2002 llegó al Ibi FS de Alicante, y en 2006 recaló en el Aspe FS, donde se retiró como jugador. Actualmente, entrena al equipo de fútbol sala de la Universidad de Alicante.

## Clubes
| Club                            | País   | Año       |
| ------------------------------- | ------ | --------- |
| Alicante Fútbol Sala            | España | 1987-1988 |
| Playas de Castellón Fútbol Sala | España | 1989-1991 |
| ElPozo Murcia                   | España | 1991-1995 |
| Playas de Castellón Fútbol Sala | España | 1995-1998 |
| ElPozo Murcia                   | España | 1998-1999 |
| Club Deportivo Burela           | España | 1999      |
| Xota Fútbol Sala                | España | 2000-2001 |
| Futsal Cartagena                | España | 2001      |
| Club Fútbol Sala Montcada       | España | 2001-2002 |
| Club Fútbol Sala de Ibi         | España | 2002-2006 |
| Aspe Fútbol Sala                | España | 2006-2008 |

## Palmarés

### Campeonatos de selecciones
| Título   | Selección          | País   | Año  |
| -------- | ------------------ | ------ | ---- |
| Eurocopa | Selección española | España | 1996 |